# Adam Frans van der Meulen
Adam Frans van der Meulen (getauft 11. Januar 1632 in Brüssel; † 15. Oktober 1690 in Paris) war ein flämischer Schlachten-, Genre- und Landschaftsmaler.

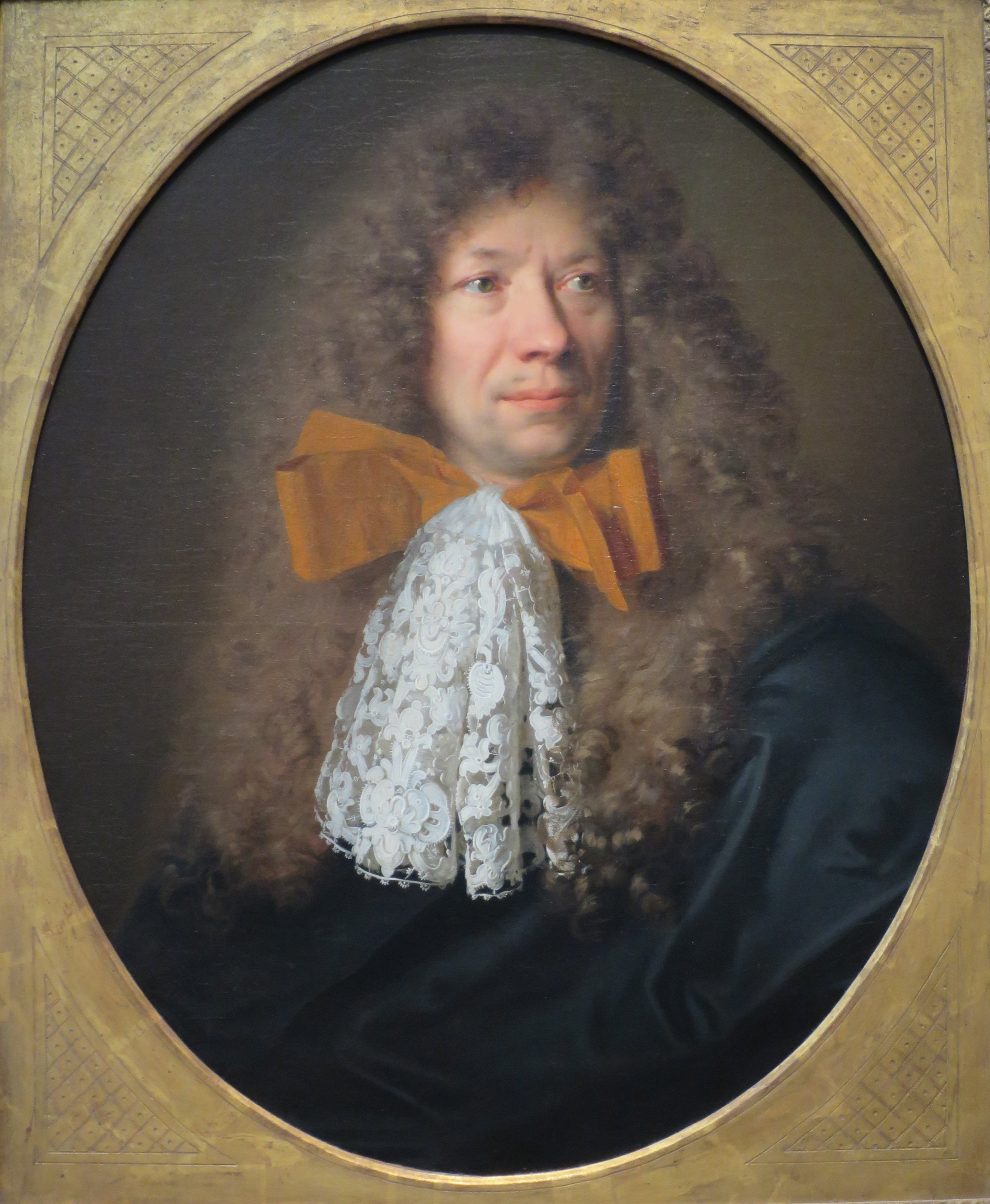
Adam Frans van der Meulen

## Leben und Werk
Das genaue Geburtsdatum des Künstlers ist unbekannt, die Taufe ist hingegen mit 11. Januar 1632 belegt. Van der Meulen lernte bei dem bereits zu Lebzeiten von der Aristokratie hochgeschätzten Hofmaler Pieter Snayers die Schlachtenmalerei kennen und wurde dessen Schüler. Am 18. Mai 1648 wurde van der Meulen in die Lukasgilde eingetragen.
Ab 1664 ist der Künstler in Paris nachweisbar, wo er auf Anraten des Charles Lebrun zum Hofmaler König Ludwigs XIV. avancierte. 1681 heiratete er in dritter Ehe eine Verwandte seines Gönners Lebrun, Marie de By. Im gleichen Jahr wurde van der Meulen conseiller, 1686 dann premier conseiller der Pariser Königlichen Akademie für Malerei und Skulptur.
War Adam Frans van der Meulen vor seiner Übersiedlung nach Paris noch ein von Pieter Snayers geprägter Schlachtenmaler, wurde er in den Diensten des französischen Königs zum Schilderer jener Belagerungen und Feldzüge, an denen er in dessen Gefolge teilnahm. Dabei nahm er an neun Reisen teil, wo er entweder direkt oder nachher die Schauplätze des Geschehens aufsuchte und zeichnerisch erfasste.
Van der Meulen fertigte auch zahlreiche Gemälde von französischen Schlössern, festlichen Aufzügen und Jagden an. Häufig erscheinen auf diesen kleinfigürlichen Kompositionen die Gestalten Ludwigs XIV. und der Königin, aber auch andere Figuren zeigen zum Teil Porträtzüge. Van der Meulen lieferte weiters Entwürfe zu Wandteppichen und assistierte Lebrun auch bei solchen. Die umfangreichen Aufgaben konnten allerdings nicht ohne eine große und perfekt organisierte Werkstatt bewältigt werden. Für seine eigenen Gemälde beschäftigte er selbst zahlreiche Schüler, wie z. B. Jan van Huchtenburgh. Ebenfalls zu seinen Schülern und Nachahmern zählt der französische Schlachten- und Vedutenmaler Jean-Baptiste Martin.

## Werke (Auszug)

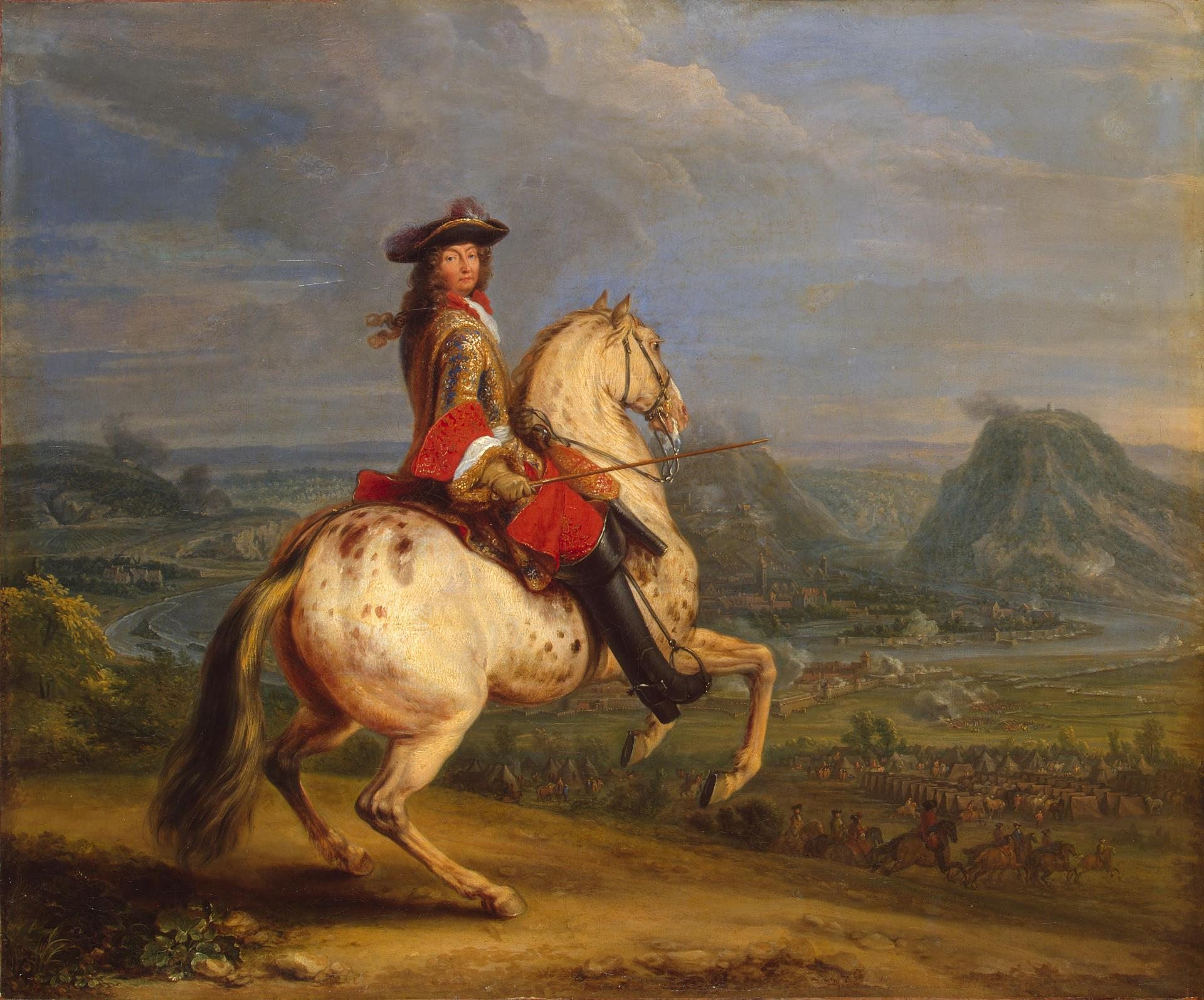
Ludwig XIV. bei der Eroberung von Besançon im Jahr 1674

- Reitertreffen zwischen Kaiserlichen und Schweden, 1654. Öl auf Leinwand, Heeresgeschichtliches Museum, Wien.[4]
- Das Lager von Tournai, 1667. Öl auf Leinwand, Staatsgalerie, Schleißheim.
- Die Eroberung von Lille, 1667. Öl auf Leinwand, Staatsgalerie, Schleißheim.
- Die Eroberung von Dole, 1668. Öl auf Leinwand, Staatsgalerie, Schleißheim.
- 12. Juni 1672 Rheinübergang Ludwigs XIV. Rijksmuseum Amsterdam[5]
- Ludwig XIV. für die Eroberung von Besançon, 1674. Öl auf Leinwand, Eremitage
- Der Aufmarsch vor Dinant, 1675. Öl auf Leinwand, Staatsgalerie, Schleißheim.
- Das Lager vor Cambrai, 1677. Öl auf Leinwand, Staatsgalerie, Schleißheim.
- Die Eroberung von Besançon, 1690. Öl auf Leinwand, Museum der Zeit Besançon